# Publishers Weekly
Publishers Weekly (PW) este o revistă săptămânală americană de știri comerciale, destinată editorilor, bibliotecarilor, vânzătorilor de cărți și agenților literari. Publicată continuu din 1872, a purtat sloganul „The International News Magazine of Book Publishing and Bookselling”. Cu 51 de numere publicate pe an, accentul se pune astăzi pe recenziile de cărți.
Revista a fost fondată de bibliograful Frederick Leypoldt la sfârșitul anilor 1860 și a avut diverse titluri până când Leypoldt a stabilit numele The Publishers' Weekly (cu apostrof) în 1872. Publicația era o compilație de informații despre cărțile nou publicate, culese de la edituri și din alte surse de Leypoldt, pentru un public format din librari. Până în 1876, The Publishers' Weekly era citit de nouă zecimi dintre vânzătorii de cărți din țară. În 1878, Leypoldt a vândut The Publishers' Weekly prietenului său Richard Rogers Bowker, pentru a avea timp pentru celelalte eforturi bibliografice ale sale. În cele din urmă, publicația sa extins pentru a include diverse articole.
Are un tiraj de 15.778 de exemplare.